# Rodrigo Marte
Pour les articles homonymes, voir Marte.
Rodrigo Marte de la Rosa est un boxeur dominicain né le 8 mars 1997.

## Carrière
Rodrigo Marte est médaillé d'argent des Jeux d'Amérique centrale et des Caraïbes de 2018 à Barranquilla dans la catégorie des moins de 52 kg (poids mouches). Dans cette même catégorie, il est médaillé d'or aux Jeux panaméricains de 2019 à Lima. 
Le 1er juillet 2021, il est nommé porte-drapeau de la délégation dominicaine aux Jeux olympiques d'été de 2020  par le Comité olympique dominicain, conjointement avec la joueuse de basket-ball Prisilla Rivera.